# Ryssberget
Ryssberget er en skovklædt horst, der strækker sig fra Sölvesborg i syd til Jämshög i nord på grænsen mellem Skåne län og Blekinge län i Sverige. Det højeste punkt er 157 m over havets overflade. Med sin bredde på cirka 7 km er Ryssberget et enestående landskab og et populært turistmål. Store dele af Ryssberget er bevokset med bøgeskov og danner overgangen mellem slettelandet i det sydlige og skovene i det nordlige Skåne. 
Naturreservatet er opdelt i tre områder: det sydlige, centrale og nordlige. På toppen af Ryssberget ligger Grundsjön, hvor regnbueørreder er blevet udsat.
Ryssberget (gl. dansk: Risbjerget eller Rijsbjæret) har siden 1648 dannet grænse mellem Skåne län og Blekinge län. Tidligere dannede Mörrumsån, der adskiller de skånske dialekter og dialekterne i Blekinge, grænse mellem lenene. 
Syd for Ryssberget ligger Sölvesborg. 